# Phantom Shadow
Phantom Shadow è un album del gruppo musicale svedese Machinae Supremacy, pubblicato nel 2014 dalla Spinefarm Records.

## Tracce
1. I Wasn't Made for the World I Left Behind – 0:43
2. The Villain of This Story – 5:46
3. Perfect Dark – 3:50
4. Europa – 6:52
5. Throne of Games – 6:11
6. Meanwhile in the Hall of Shadows – 0:37
7. Phantom Battle – 3:49
8. Captured (Sara's Theme) – 2:02
9. Renegades – 6:16
10. Beyond Good and Evil – 6:34
11. The Second One – 5:06
12. Redemption Was Never Really My Thing – 0:34
13. The Bigger They Are the Harder They Fall – 4:31
14. Versus – 6:02
15. Mortal Wound (Skye's Requiem) – 1:11
16. Hubnester Rising – 6:29

Durata totale: 66:33

## Formazione
- Robert "Gaz" Stjärnström – voce, chitarra ritmica
- Jonas "Gibli" Rörling - voce, chitarra
- Andreas "Gordon" Gerdin – tastiere, chitarra ritmica, basso elettrico
- Niklas "Nicky" Karvonen – batteria
- Tomi Luoma – chitarra ritmica